# Teatersmink
Teatersmink används främst till att förstärka eller förändra skådespelares ansiktsdrag. Detta för att minspel och mimik ska synas för åskådarna.
Det kan vara vattenlösligt eller fettlösligt, och vilket som är att föredra är dels upp till aktören, och dels upp till vilket resultat man önskar.
Något som man dock måste tänka på när man sminkar för teater är hur långt det är till publiken. Ju längre avståndet är och ju större scenen är desto mer måste man överdriva sminket så att det syns och ser "naturligt" ut. Något som ser överdrivet ut på nära håll ser bra ut på avstånd. Sminket ska också alltid mattas ut så att intrycket inte blir "glansigt", då detta innebär att stora mängder ljus reflekteras i ansiktet (eller var man nu har applicerat smink). Det kan leda till irritation för åskådarna. En annan anledning till att sminket ska mattas ut är att lampljuset är väldigt varmt, vilket leder till att aktören lätt blir svettig/glansig oavsett. Så det är bra att matta ut det så mycket det går före föreställningen.